# North Acomita Village, Novi Meksiko
North Acomita Village (navajo: Tółání Biyáázh) je popisom određeno mjesto u okrugu Ciboli u američkoj saveznoj državi Novom Meksiku. Prema popisu stanovništva SAD 2010. ovdje je živjelo 303 stanovnika. 

## Zemljopis
Nalazi se na 35°3′48″N 107°33′57″W / 35.06333°N 107.56583°W, Prema Uredu SAD-a za popis stanovništva, zauzima 7,4 km2 površine, sve suhozemne.
Nalazi se u sjeveroistočnom kutu zemlje Acoma Puebla, na sjevernoj strani rijeke Rio San Josea i južno od Međudržavna cesta br. 40. Dva izlaza s ove cest (100 and 102) poslužuju područje North Acomite. South Acomita Village je izravno prema jugu, preko rijeke Rio San Josea.

## Stanovništvo
Prema podatcima popisa 2010. ovdje su bila 303 stanovnika, 100 kućanstava od čega 70 obiteljskih, a stanovništvo po rasi bili su 3,3% bijelci, 0,0% "crnci ili afroamerikanci", 96,4% "američki Indijanci i aljaskanski domorodci", 0,0% Azijci, 0,0% "domorodački Havajci i ostali tihooceanski otočani", 0,0% ostalih rasa, 0,3% dviju ili više rasa. Hispanoamerikanaca i Latinoamerikanaca svih rasa bilo je 1,0%.

## Prosvjeta
Svim javnim školama upravlja ustanova Škole okruga Grants/Cibola.